# Jean-Auguste-Dominique Ingres

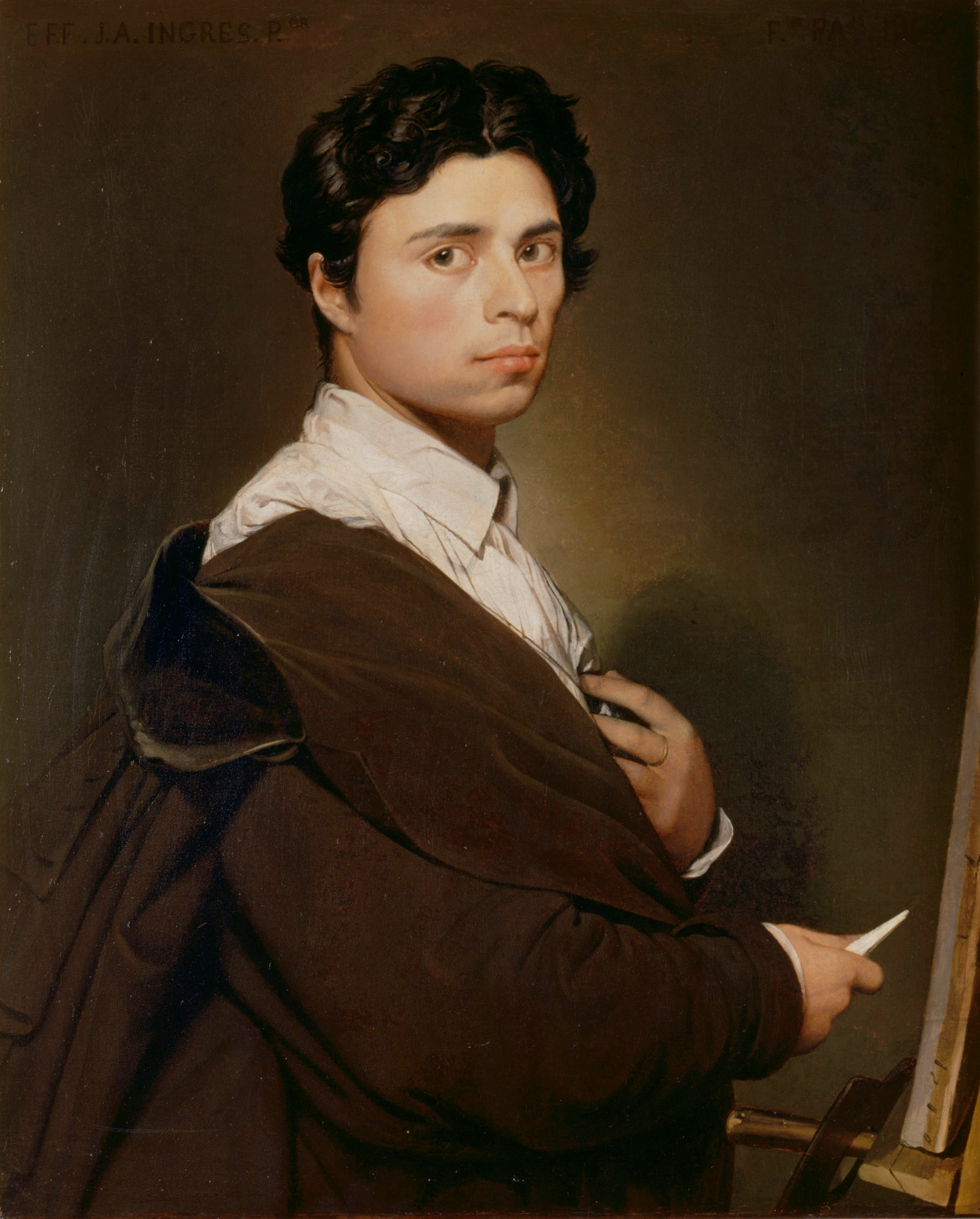
Selbstporträt, 1804, Musée Condé, Chantilly

Jean-Auguste-Dominique Ingres [ɛ̃ːgʀ] (* 29. August 1780 in Montauban; † 14. Januar 1867 in Paris) war ein französischer Maler und einer der bedeutendsten Vertreter der offiziellen Kunst im Frankreich des 19. Jahrhunderts.
Ingres lernte bei Jacques-Louis David und an der École des Beaux-Arts in Paris. Er gewann 1801 mit dem Gemälde Achill empfängt die Bittgesandtschaft des Agamemnon den angesehenen Prix de Rome, konnte aber hiernach nicht an diesen Erfolg anknüpfen. 1806 trat er das mit dem Preis verbundene Rom-Stipendium an und blieb auch nach dessen Ende in Italien. Seine Werke aus dieser Zeit stießen oftmals auf harte Kritik. Erst 1824 kehrte Ingres anlässlich seines Erfolges beim Salon de Paris nach Frankreich zurück und wurde zum anerkannten Künstler seiner Zeit. 1825 verlieh ihm der König das Kreuz der Ehrenlegion, 1829 wurde er zum Professor an der École des Beaux-Arts berufen. Nach einem Misserfolg im Salon des Jahres 1834 beschloss Ingres, in Zukunft nicht mehr dort auszustellen, und kehrte 1835 als Direktor der Académie de France à Rome nach Rom zurück. Nach dem Ende seiner dortigen Amtszeit kam er 1841 nach Paris zurück und setzte seine Lehrtätigkeit an der École des Beaux-Arts fort, zehn Jahre später erhielt er dort den Posten eines Direktors. In den letzten Jahren seines Lebens legte Ingres besonderen Wert auf sein künstlerisches Gesamtwerk und die Festigung seines Ruhmes. Er begann 1851 damit, in seiner Heimatstadt mit Schenkungen das ihm gewidmete Musée Ingres zu begründen, dem er auch im Nachlass viele Gemälde und Zeichnungen von sich und mit Verbindung zu ihm hinterließ.
Ingres war ein Vertreter des Klassizismus und stand vor allem mit Eugène Delacroix als Maler der französischen Romantik in starker Konkurrenz. In der Gegenposition zu der von Delacroix vertretenen Malweise wurde Ingres als Bewahrer der Tradition gefeiert. Seine Werke wiesen jedoch auch Vorgriffe auf die Moderne auf. So ordnete er häufig die Wirklichkeitsdarstellung seiner eigenen Vorstellung unter, was oftmals zu perspektivischen Ungenauigkeiten und anatomisch unmöglichen Darstellungen führte. Diese subjektiven Einflüsse in das Werk wurden Ingres von der Kritik als Unvermögen ausgelegt. Ingres fertigte Historiengemälde, Porträts und Akte an, für die er meist eine Vielzahl von Vorzeichnungen anfertigte. Darüber hinaus gibt es noch eigenständige Zeichnungen. Er selbst betrachtete seine Historien als wichtigste Gruppe in seinem Werk, der er sich vor allem in seinen Anfangsjahren aufgrund der Notwendigkeit, den Lebensunterhalt zu verdienen, nicht so stark widmen konnte, wie er wollte. Daneben war er ein gefragter Porträtmaler, der viele bedeutende Persönlichkeiten seiner Zeit malte. Zu seinen wichtigsten und bekanntesten Werken gehören Das türkische Bad, Die große Badende, Napoleon I. auf seinem kaiserlichen Thron, Die Apotheose Homers und Antiochus und Stratonike. Jean-Auguste-Dominique Ingres übte einen großen Einfluss auf die Künstler seiner Zeit und nachfolgende Künstlergenerationen aus. Seine Werke wurden unter anderem von Pablo Picasso, Pierre-Auguste Renoir und Cindy Sherman rezipiert.

## Leben

### Kindheit und Ausbildung
Jean-Auguste-Dominique Ingres wurde am 29. August 1780 in der südfranzösischen Stadt Montauban als ältestes von sieben Geschwistern geboren. Sein Vater Jean-Marie-Joseph Ingres (1754–1814) war Maler, Bildhauer, Miniaturist, Architekt und Stuckateur und wurde zudem 1790 Mitglied der Toulouser Académie Royale de Peinture, Sculpture et Architecture. Auch wenn die überlieferten Werke von Jean-Marie-Joseph Ingres eher konventionell sind und er nur regionale Bedeutung besaß, urteilte Jean-Auguste-Dominique äußerst positiv über seinen Vater und attestierte ihm in späteren Jahren, dass er, hätte er die Möglichkeiten gehabt, die er seinem Sohn bot, der wichtigste Künstler seiner Zeit in Frankreich hätte werden können. In der Werkstatt seines Vaters malte Ingres im Alter von zehn Jahren erste Porträts von Familienmitgliedern, kopierte alte Gemälde, von denen Reproduktionen im Haus hingen, und zeichnete nach Gipsabgüssen antiker Skulpturen. Bereits zu dieser Zeit lernte er die Tradition des Profilporträts von Charles-Nicolas Cochin (1715–1790) und die Physionotrace, einen Vorläufer der Photographie, kennen und geriet damit schon früh in seinem Leben mit der Problemstellung von Abbild und Wirklichkeit in Berührung. Neben der zeichnerischen und malerischen Ausbildung erhielt Ingres auch Musikunterricht durch seinen Vater und erlernte so das Spielen der Geige. Sein Vater veranlasste über die eigenhändige Ausbildung seines Sohnes hinausgehend auch dessen weitere künstlerische Ausbildung. So begann Jean-Auguste-Dominique Ingres 1791, im Alter von elf Jahren, sein Studium an der Kunstakademie in Toulouse, deren Mitglied sein Vater war. Dort waren der Maler Joseph Roques (1757–1847), der Landschaftsmaler Jean Briant (1760–1799) und der Bildhauer Jean-Pierre Vigan (1754–1829) seine Lehrer. Aus der Studienzeit in Toulouse sind nur wenige Werke erhalten geblieben, welche die zu dieser Zeit übliche Auseinandersetzung mit den Bildwerken der Antike belegen. Er gewann zudem einige akademische Preise wie etwa den premier prix de composition im Jahr 1795 und den grand prix de peinture 1796.
Trotz des erfolgreichen Ausbildungsbeginns war der entscheidende Schritt für den jungen Künstler der Umzug nach Paris. Im August 1797 begann Ingres sein Studium beim klassizistischen Maler Jacques-Louis David in dessen Atelier im Louvre, das in der Revolutions- und Kaiserzeit die bedeutendste Ausbildungsstätte für junge Künstler in Frankreich war. Dort erwarb Ingres schnell die Aufmerksamkeit der Mitschüler und seines Lehrers. Nach dem bloßen Kopieren in der Werkstatt seines Vaters und der Toulouser Akademie widmete sich Ingres nun den Vorbereitungen auf die Wettbewerbe der École des Beaux-Arts, in die er im Oktober 1799 aufgenommen wurde. Aus dieser Zeit stammen seine ersten erhalten gebliebene Akte und Historiengemälde. In den beiden folgenden Jahren nahm er erfolgreich am Prix de Rome der École des Beaux-Arts teil. 1800 erreichte er den zweiten Platz, im Jahr 1801 gewann er mit seinem Historiengemälde Achill empfängt die Bittgesandschaft des Agamemnon und erhielt das damit verbundene Rom-Stipendium.

### Beginnendes Berufsleben

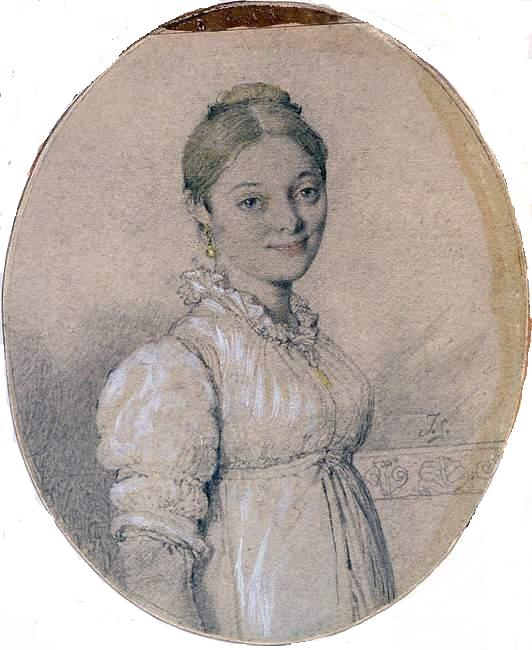
Porträt Julie Forestier von Ingres

Im Jahr 1803 erhielt Jean-Auguste-Dominique Ingres seinen ersten Regierungsauftrag. Für die Stadt Lüttich fertigte er das Porträt Bonaparte als erster Konsul an. Ingres begann 1805 mit den Arbeiten an dem Gemälde Napoleon I. auf seinem kaiserlichen Thron, mit dem er im folgenden Jahr erstmals am Pariser Salon der Académie des Beaux-Arts teilnahm. Das Bild stieß auf erhebliche Kritik, weil sich sein Stil dem Zeitgeschmack widersetzte. Im Oktober 1806 trat Ingres sein Stipendium in Rom an der Französischen Akademie in der Villa Medici an. Im folgenden Jahr löste er seine Verlobung mit Julie Forestier auf und kehrte nicht wie geplant nach Paris zurück. 1808 zeigte er seine neuen Gemälde Die große Badende und Ödipus und die Sphinx in der Ausstellung der Académie de France und erhielt schlechte Kritiken für diese.
Als Ingres’ Stipendium 1810 endete, beschloss er, noch länger in Italien zu bleiben. Er zog in die Via Gregoriana in Rom und lernte unter anderem den Maler Charles Marcotte kennen. 1813 heiratete Jean-Dominique Ingres in Rom Madeleine Chapelle, die er zuvor nur brieflich kennengelernt hatte. Ebenfalls in diesem Jahr malte er seine erste Version von Raffael und die Fornarina, einem Motiv, dem er sich immer wieder widmen sollte. Im Jahr 1814, dem Todesjahr seines Vaters, reiste Ingres nach Neapel. Dort malte er Porträts von Caroline Murat, der jüngeren Schwester Napoleons und Königin von Neapel, sowie anderen Mitgliedern der königlichen Familie. Im folgenden Jahr war er erneut von einem Schicksalsschlag betroffen, als das Kind des Ehepaars Ingres bei der Geburt verstarb. Das Paar blieb in der Folge kinderlos. Die Mutter von Jean-Auguste-Dominique Ingres verstarb 1817. In diesem Jahr erhielt er zwei Gemäldeaufträge des französischen Botschafters in Rom. So entstanden Christus übergibt Petrus die Schlüssel des Paradieses und Roger befreit Angelika. 1819 stellte Ingres erneut mehrere Bilder im Salon de Paris aus und erhielt wieder negative Kritiken.
1820 zogen Ingres und seine Frau nach Florenz. Zuerst zog er zu seinem Jugendfreund Lorenzo Bartolini, danach bezog er eine eigene Wohnung. Dort kopierte Ingres unter anderem Bilder anderer Künstler im Palazzo Pitti und in den Uffizien. In den Jahren 1822 und 1823 haderte Jean-Auguste-Dominique Ingres mit seiner künstlerischen Situation, da er die meiste Zeit mit Porträtaufträgen verbrachte, obwohl er sich lieber verstärkt der Historienmalerei gewidmet hätte. 1824 zeigte er mit mehrmonatiger Verspätung das Gemälde Das Gelübde Ludwigs XIII. im jährlichen Salon. Dort stieß es auf so positive Resonanz, dass Ingres sich entschloss, nach Paris zurückzukehren.

### Rückkehr nach Frankreich und Beginn der Lehrtätigkeit
Infolge des Salonerfolges erhielt Ingres 1824 den Auftrag des Innenministers für das monumentale Bild Das Martyrium des heiligen Symphorian in der Kathedrale von Autun. Nach Ende des Salons verlieh der französische König Karl X. Ingres 1825 das Kreuz der Ehrenlegion. Diesen Tag bezeichnete der Künstler als den glücklichsten seines Lebens. Im folgenden Jahr eröffnete Jean-Auguste-Dominique Ingres in der Nähe seines Ateliers eine Kunstschule. Dies war der Beginn seiner Karriere als Lehrender. Im Dezember 1829 wurde er zum Professor der Ecole des Beaux-Arts berufen, die Stelle trat er am 1. April 1830 an. Drei Jahre später wurde er zum Direktor des Instituts ernannt. Im Salon dieses Jahres zeigte er das Porträt von Louis-Francois Bertin, das gute Kritiken bekam.

### Direktor in Rom, Rektor in Paris
Nachdem sein Bild Das Martyrium des heiligen Symphorian im Salon 1834 zu einem Misserfolg geworden war, beschloss er, nie mehr dort auszustellen. In diesem Jahr bewarb er sich um den Posten des Direktors der Académie de France in Rom. Diese Bewerbung verlief erfolgreich, so dass er 1835 nach Rom zurückkehrte und die Leitung der Akademie übernahm. Er arbeitete dort sehr intensiv in seinem Posten und nahm seine eigene künstlerische Tätigkeit wieder auf. 1840 stellte Ingres das Gemälde Antiochus und Stratonike nicht öffentlich im Appartement de Duc d‘Orléans aus. Am 31. Mai 1842 wurde er in den preußischen Orden pour le merite für Wissenschaft und Künste als ausländisches Mitglied aufgenommen.
Nach dem Ende seiner sechsjährigen Amtszeit kehrte Ingres nach Paris zurück, wo er eine Professur an der École des Beaux-Arts erhielt. Den Sommer 1843 verbrachte Ingres mit seiner Frau im Chateau de Dampierre. Dort begann er die Arbeiten an dem Wandgemälde Das Goldene Zeitalter.

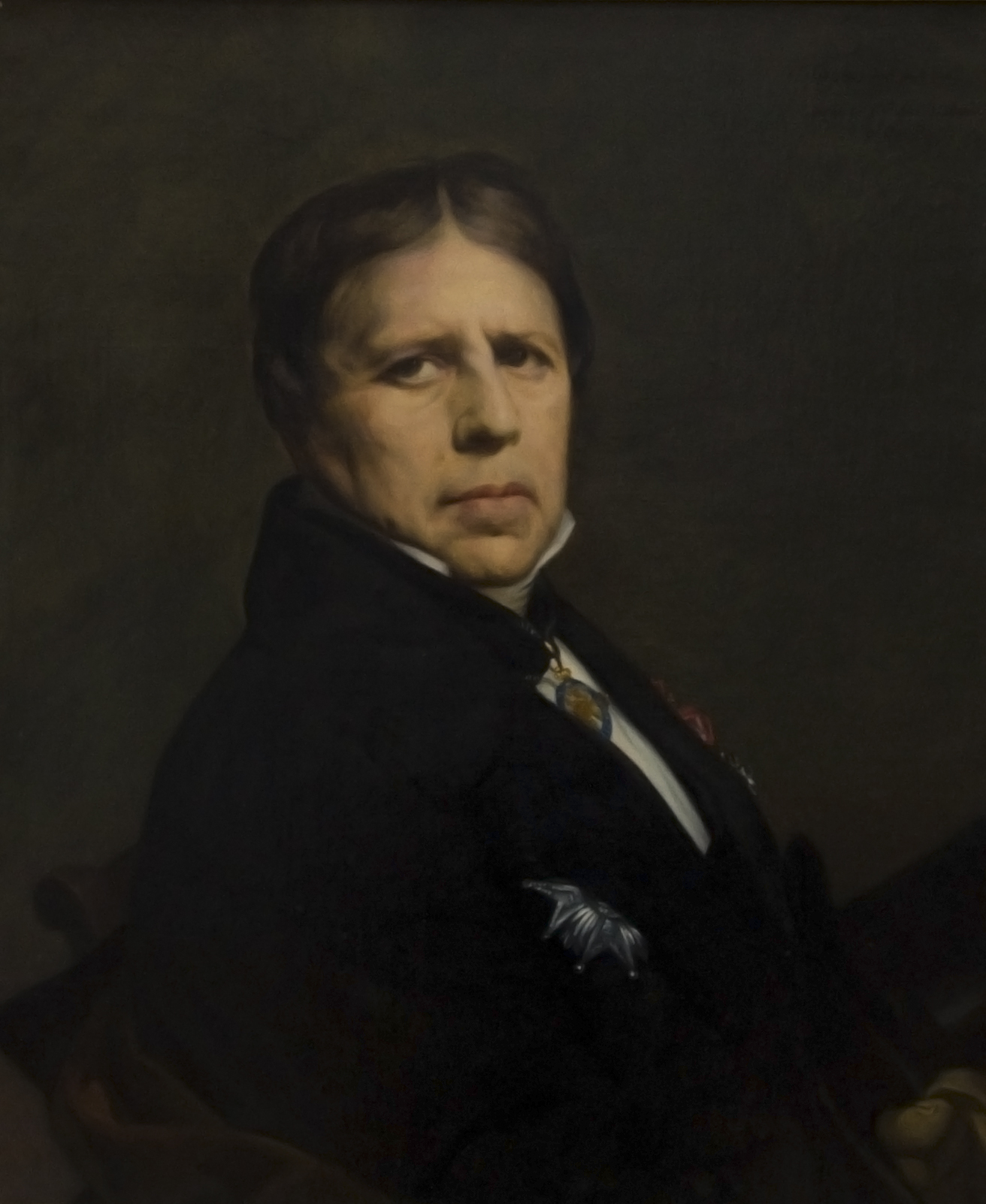
Selbstporträt (1864)

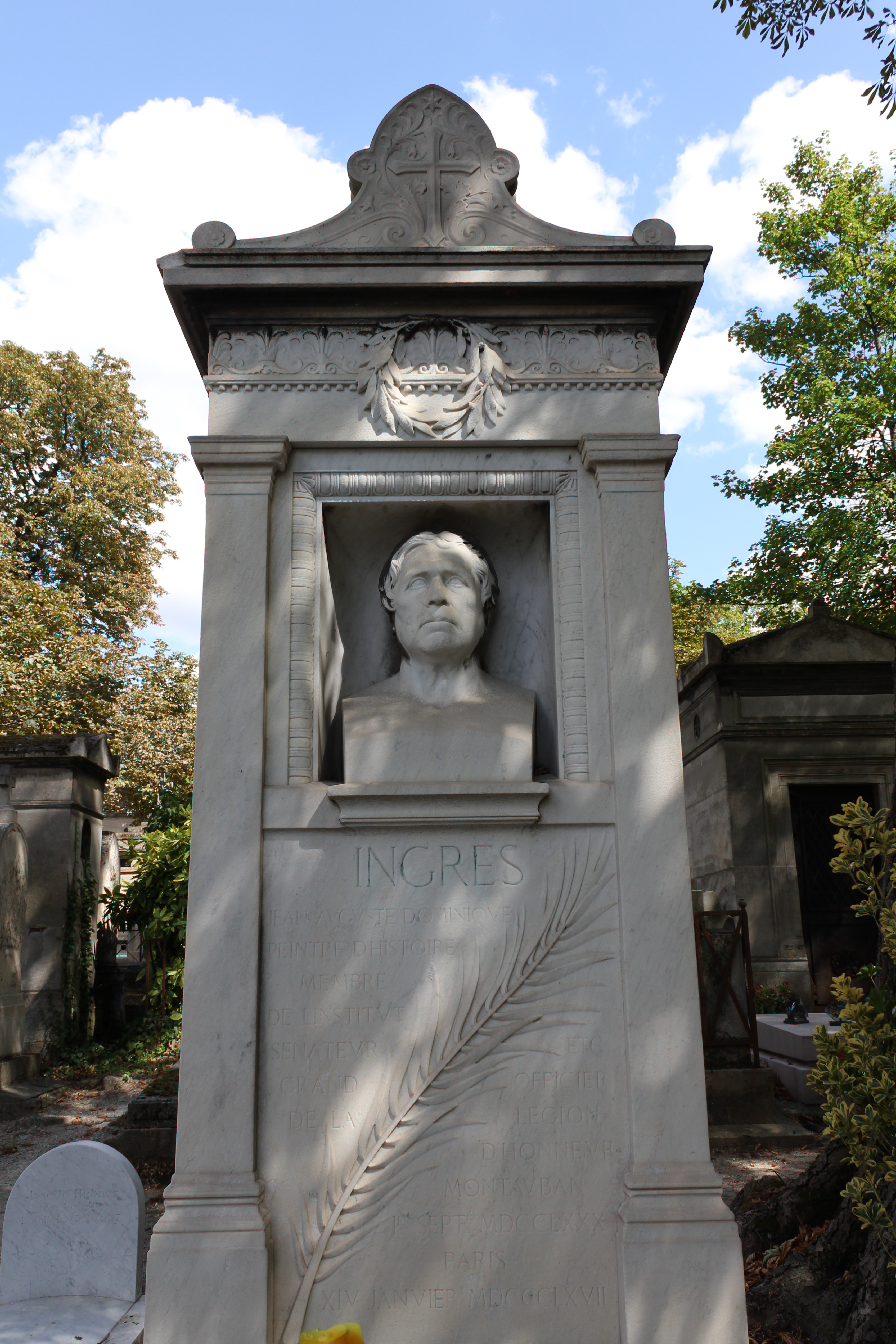
Sein Grabmal auf dem Friedhof Père-Lachaise

1847 wurde er assoziiertes Mitglied der Académie royale des Sciences, des Lettres et des Beaux-Arts de Belgique.
Am 27. Juli 1849 verstarb Madeleine Ingres an einer Bluterkrankung.
Im Oktober 1851 erhielt er statt seiner Professur den Titel des Rektors, der mit einem Gehalt auf Lebenszeit verbunden war. In der Folge widmete Ingres sich verstärkt Projekten, mit denen er seinen Nachruhm sicherstellen wollte. Bereits im Sommer 1851 hatte er begonnen, den Grundstock für ein Museum in seiner Heimatstadt Montauban anzulegen, indem er der Stadt einen Teil seiner Sammlung überließ. Zudem zog Ingres in diesem Jahr erstmals ein großes Resümee über sein bisheriges Schaffen. Es erschien eine von Achille Réveil und Albert Magimel (1799–1877) herausgegebene Werkausgabe, die über 100 Reproduktionsstiche aufwies. In ihre Gestaltung griff Ingres oftmals selber ein und änderte etwa Frühwerke, die er dann aber trotzdem als authentisch publizieren ließ.
Am 15. April 1852 heiratete Jean-Auguste-Dominique Ingres seine zweite Frau Delphine Ramel, die 30 Jahre jünger war als er.
1854 bezog das Musée Ingres einen Raum im Rathaus von Montauban, was eine besondere Ehrung des Künstlers durch seine Heimatstadt darstellte. Auf der Weltausstellung 1855 in Paris zeigte Ingres eine umfassende Retrospektive seines Werkes mit insgesamt 69 Gemälden und stand damit neben Eugène Delacroix, der ebenfalls eine Retrospektive zu diesem Anlass zeigte, im besonderen Fokus der Öffentlichkeit. Im Jahr 1858 fertigte Ingres ein Selbstporträt für die Galerie der Selbstbildnisse in den Florentiner Uffizien. Damit reihte er sich in eine Reihe von großen Künstlerpersönlichkeiten ein, wobei er sich nicht als Maler darstellte, sondern ein Bild von sich als Vertreter des Bürgertums inszenierte. Im Folgejahr verkaufte Ingres die erste Version des Gemäldes Das türkische Bad an den Prinzen Napoleon, der es jedoch bald an den Künstler zurückgehen ließ, der es daraufhin noch einmal überarbeitete. 1861 wurde Ingres eine Ausstellung mit über 100 Zeichnungen von der Société des Arts-Unis in Paris gewidmet und im Folgejahr von Napoleon III. als Mitglied des Senats berufen.
Am 14. Januar 1867 verstarb Jean-Auguste-Dominique Ingres in seiner Pariser Wohnung. Er wurde auf dem Friedhof Père-Lachaise begraben. Seiner Heimatstadt vermachte er für das Musée Ingres in seinem Testament über 50 Gemälde von sich und anderen Künstlern, Gemälde seiner Schüler, tausende Zeichnungen, sowie Werke der frühen italienischen Malerei und antike Vasen.

## Werk

### Historiengemälde

Jeanne d’Arc bei der Krönung Karls VII. in der Kathedrale von Reims, 1854

1854 stellte Ingres das Gemälde Jeanne d’Arc bei der Krönung Karls VII. in der Kathedrale von Reims aus. Es ist eines der Bilder, in denen er Religion und Politik miteinander verknüpfte. Der Maler wählte die Anwesenheit von Jeanne d’Arc bei der Krönung von Karl VII. am 17. Juli 1429 als Motiv. Damit bezog er sich nicht wie viele der Jeanne-d’Arc-Gemälde des 19. Jahrhunderts auf die dramatischen Aspekte ihrer Geschichte wie ihr Tod auf dem Scheiterhaufen oder die Belagerung von Orléans. Jeanne d’Arc steht seitlich am Altar der Kathedrale von Reims. Mit der erhobenen rechten Hand hält sie eine Fahnenstange von auffällig roter Farbe, die linke Hand ist auf dem Altar abgelegt. Diese Pose, zusammen mit dem nach oben gerichteten Blick, weist auf ihre religiösen Visionen und damit ihre Mittlerrolle zwischen Himmel und Erde hin. Ingres hat Jeanne d’Arc mit einem Heiligenschein versehen und unterstrich damit den Anspruch auf die von der katholischen Kirche erst 1920 vorgenommene Heiligsprechung. Die Freiheitskämpferin wurde von Ingres in ihrer Rüstung dargestellt, die den statischen Eindruck des Bildes verstärkt und zudem ihren Körper betont. Ingres lässt in dem Bild eine subtile Erotik zum Ausdruck kommen, indem die Schulterklappen des Brustpanzers die Brüste andeuten und der die Hälfte der Rüstung verdeckende Rock ihr rechtes Bein, das zudem durch die rote Fahnenstange betont wird, den Blicken preisgibt. Das Gemälde Jeanne d’Arc bei der Krönung Karls VII. in der Kathedrale von Reims enthält aber über das historische Ereignis hinaus eine persönliche Interpretationsebene. Als Modell für Jeanne d’Arc wählte Inges seine Ehefrau Delphine, die er während der Entstehung des Bildes geheiratet hatte, er selbst stellte sich am linken Bildrand als Ritter dar. Beide tragen eine Rüstung und sind im Licht positioniert. Verbindendes Element in der Komposition ist ein dunkler Baldachin, vor dem sich nur ihre beiden Köpfe befinden. Damit ist dieses Gemälde auch ein Beispiel dafür, dass die von Ingres gemalten Bilder ab der Mitte des 19. Jahrhunderts zunehmend zu einem persönlichen Bekenntnis wurden.

### Porträts

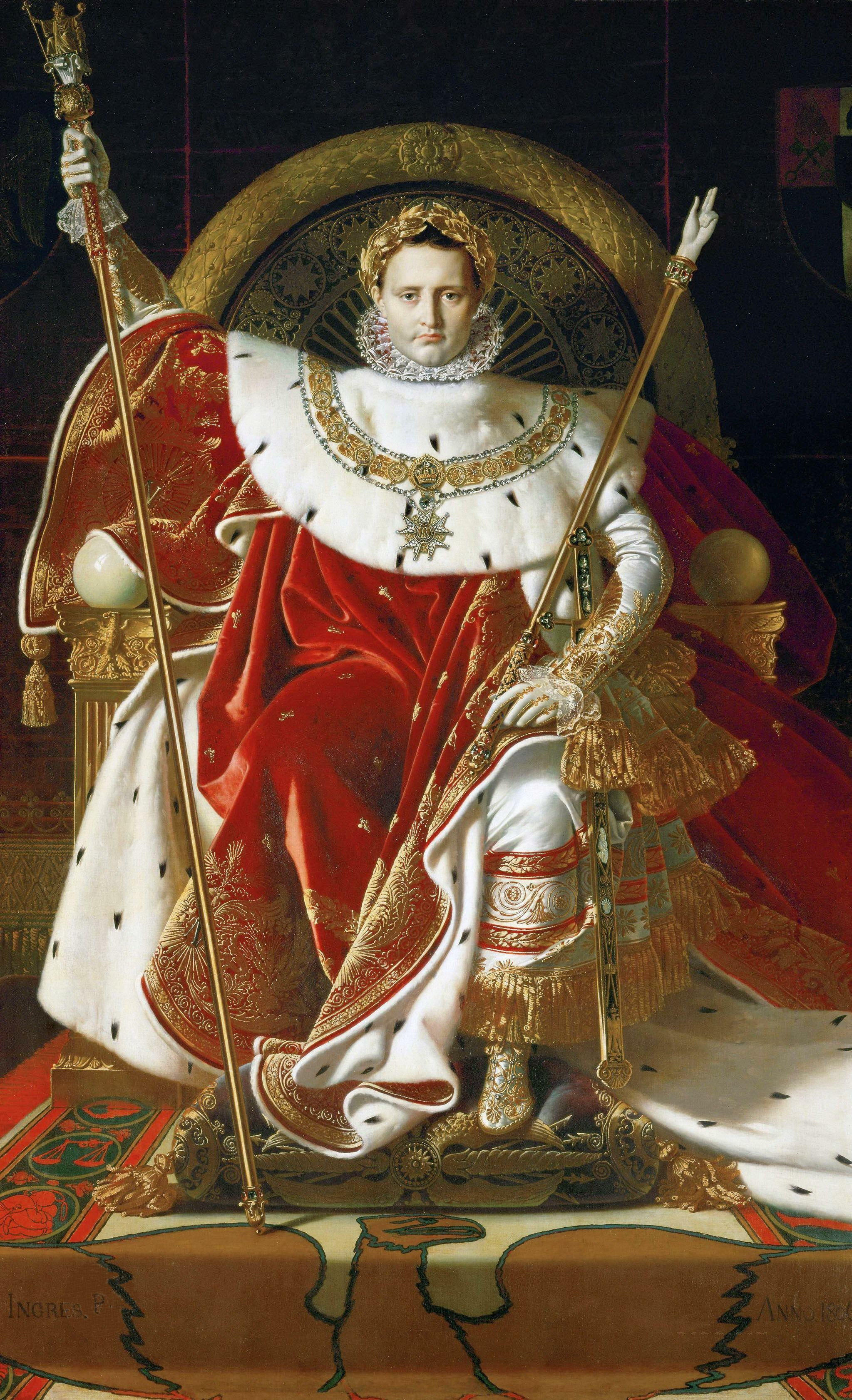
Napoleon I. auf seinem kaiserlichen Thron, 1806

Ingres war ein sehr beliebter Porträtmaler in seiner Zeit, wandte sich dieser Gattung jedoch erst aus der Not heraus zu, sein Leben finanzieren zu müssen, obwohl ihn die Historienmalerei, die im Gattungsgefüge ganz oben stand, mehr interessierte. Mitte des 19. Jahrhunderts, als er ein anerkannter Künstler in Paris war, erhielt er Porträtaufträge von vielen einflussreichen und bedeutenden Persönlichkeiten. Dabei waren seine Porträts, in denen er den Raum und die Körper teils wirklichkeitsfremd darstellte, nicht unumstritten. Die Kunstkritik interpretierte etwa Arme, die länger waren, als es in einer anatomisch korrekten Darstellung der Fall gewesen wäre, als unzureichendes Können Ingres. Dieser jedoch versuchte nicht die Darstellung der Wirklichkeit, sondern zeigte eigene Bearbeitungen des Bildgegenstandes. Charakteristisch für die Porträts von Ingres ist die Genauigkeit der Darstellung von Kleidung und Accessoires und die große Bedeutung, die diese im Bild einnehmen.
Ein Beispiel der frühen Herrscherporträts von Ingres ist Napoleon I. auf seinem kaiserlichen Thron aus dem Jahr 1806. Bereits 1804 hatte er von Napoleon das Bildnis Bonaparte als erster Konsul angefertigt. Nach dessen Krönung zum Kaiser im Dezember 1804 wurden Jacques-Louis David und zwei seiner Schüler, darunter aber nicht Ingres, beauftragt, ein lebensgroßes Porträt anzufertigen. Ingres arbeitete an diesem Gemälde ohne Auftrag und erhoffte sich wahrscheinlich mit diesem Motiv einen Erfolg bei seiner ersten Teilnahme am Salon. Der Maler zeigte Napoleon im Krönungsornat mit einigen Symbolen und Attributen der Macht. Der Kaiser sitzt frontal auf einem Thron, sein Kopf befindet sich im Zentrum mehrerer von Thron und Kleidung gebildeter Kreise, die an einen Heiligenschein erinnern. In der Darstellung wird der Kaiser zu einer Art religiöser Ikone. Die polierte Elfenbeinkugel, die einen Globus symbolisiert, auf der mit einem Adler verzierten Thronlehne weist eine Spiegelung des Fensters auf. Das Motiv des Adlers wiederholt sich im Teppich zu Füßen Napoleons und verweist als Symbol auf den Göttervater Jupiter. Besonderen Wert legte Ingres auf die Darstellung der Insignien der Macht, des Zepters, der Hand der Gerechtigkeit, des Kreuzes der Ehrenlegion und des Schwerts Karls des Großen, so dass die Person des Kaisers hinter ihnen zurücktritt. Die starre Haltung und Blick sowie die steingraue Farbe der Haut lassen die Darstellung zudem zwischen bewegtem Körper und steinerner Statue liegen. Als Inspiration dienten dem Maler Bilder von römischen, byzantinischen und mittelalterlichen Herrschern, womit er sich von der Realität der napoleonischen Zeit entfernte. Dies führte zu starkem Widerspruch von Kunstkritikern, die Ingres einen archaischen und gotischen Stil vorwarfen und den Bildinhalt kritisierten. Dieses Urteil wurde schon in einer Vorbesichtigung zum Salon gefällt, in der als Kritikpunkte die Unähnlichkeit des Porträts zu Napoleon und der Bezug zu Karl dem Großen, der im nachrevolutionären Frankreich nicht mehr erwünscht war, angeführt wurden. Jedoch muss das Bild auch positive Resonanz gefunden haben, da es vom Corps Législatif, der gesetzgebenden Versammlung, erworben wurde.
Schon das Porträt Bonaparte als erster Konsul stand im Dienste der Propaganda für Napoleon. Die Auftragsarbeit setzt einen Wohltäter in Szene, der vor einem Fenster mit Blick auf die Lambertuskathedrale posiert. Der bereits 34 Jahre alte Alleinherrscher ist als höchst präsent, jugendlich, frisch, angenehm, geradezu liebenswürdig, freundlich und sympathisch dargestellt. Die Kirche wird als intakt abgebildet, obwohl diese seit der Französischen Revolution fortwährend zerstört wurde. Napoleon schritt auch später nie gegen den Kirchenfrevel ein. Der Maler imaginiert die Instandsetzung des Kirchenbaus. Teil der Inszenierung – Napoleon als Friedensstifter – war der Napoleonbesuch 1803 in der immer noch vom Revolutionskrieg gezeichnete Stadt. Zudem zahlte Napoleon 300.000 Francs für den Wiederaufbau des demolierten Amercoeur-Viertels. Abgebildet ist auf dem Ölgemälde eine Schenkungsurkunde, auf welche der vorgebliche Gönner mit dem Finger deutet. Die Stadt erhielt zusätzlich das Gemälde. Im erst seit wenigen Jahren annektierten Nachbarland sollte der französische Diktator in vorgeschriebener Weise bildlich präsent sein. Der „Meister des Stofflichen“ zeigt den ersten Konsul in prunkvolle Kleidung gehüllt wie auf einer Bühne, lässt ihn plastisch fast aus dem Gemälde heraustreten und veranschaulicht seine einzigartige Fähigkeit, die von ihm gemalten Modelle aufzuwerten. Es war seine erste und zugleich einzige gleichsam gefällige Darstellung des späteren Kaisers.
Eines der Porträts, in dem Ingres seine künstlerische Freiheit über die korrekte Darstellung stellte, ist das Bildnis Madame Marie-Genevieve-Marguerite de Senonnes aus dem Jahr 1814. Die junge Adlige wurde von Ingres in einem roten Kleid vor goldenen Kissen gemalt. Es dominieren also zwei warme Farben, die eine vertraute Atmosphäre erschaffen. Hinter ihr an der Wand ist ein Spiegel angebracht, in dem der Betrachter den Rücken und Hinterkopf der Dargestellten sehen kann. Der Spiegel ist ein Element, das Ingres in mehreren Porträts nutzte, um eine zweite Ansicht der Person und des Raumes wiederzugeben. Auffällig sind auch die vielen Schmuckstücke, die Marie-Genevieve-Marguerite de Senonnes trägt. Der anatomisch viel zu lang dargestellte rechte Arm der Madame fällt dem Betrachter nicht sofort ins Auge. Hier gab Ingres die Darstellung der Wirklichkeit zugunsten einer ausgeprägteren Rundung auf. Dieser Umstand lässt sich in weiteren Porträts ebenfalls nachweisen.

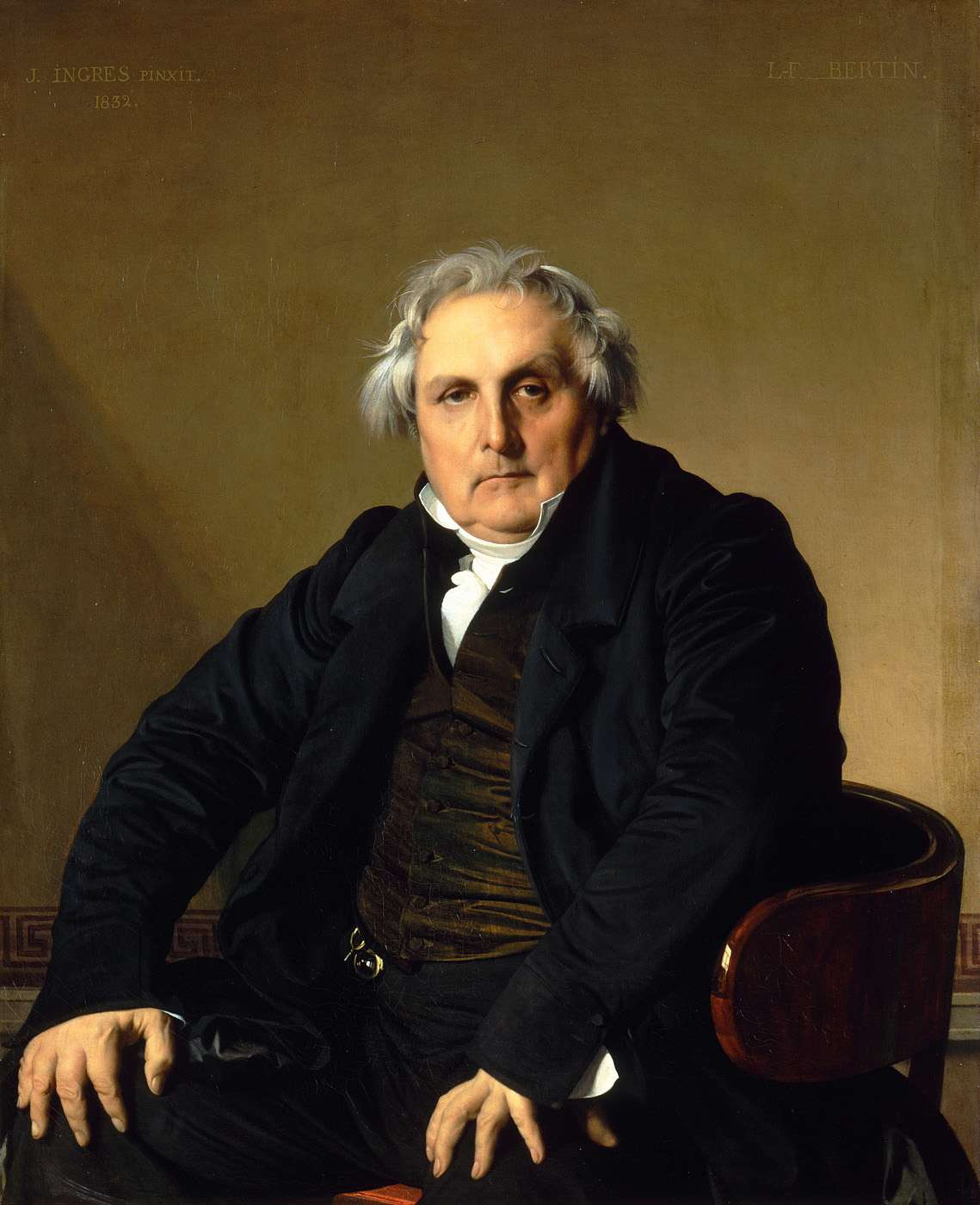
Louis-François Bertin, 1832

Das Porträt von Louis-François Bertin, das Ingres 1832 malte, zählt zu seinen erfolgreichsten Werken dieser Gattung. Mit ihm war er erfolgreich im Salon dieses Jahres vertreten. Louis-François Bertin (1766–1841) war ein bedeutender Verleger und Vertreter des immer selbstbewussteren Bürgertums. Ingres betont in dem Gemälde die Hände, die er erneut nicht nach anatomischen Maßgaben darstellte, und den Kopf Bertins als Sitz der Intelligenz und dessen Tatkraft. Hinter ihnen tritt die Mode und das Erscheinungsbild des Mannes zurück, was in den zerzausten Haaren und dem zerknitterten Hemd zum Ausdruck kommt. Der Verleger ist auf einem Stuhl mit Rundlehne dargestellt und dicht an dicht an die Bildfläche herangerückt. Die Position seiner abgestützten Hände deutet an, dass er sich kurz vor dem Aufstehen befindet. In dem Bild gibt es mehrere Verzerrungen. Die Geste der aufgestützten Arme weist keine Perspektive auf und verstößt damit gegen die Ideale der akademischen Malerei. Bertins rechte Hand erscheint zudem eher als Pranke, während die Finger der linken so verdreht sind, dass der Daumen an eine nicht mehr korrekte Stelle rutscht. In der überdimensionierten Sitzfläche des Stuhls liegt zudem eine räumliche Verzerrung vor. Diese Verstöße gegen die Realität dienen allein der Unterstreichung von Bertins Masse und Wirkung. Ein weiteres Detail in dem Porträt ist die Spiegelung des Fensters auf der Stuhllehne und der Brille Bertins. Damit zitiert Ingres zum einen sein Vorbild Raffael, greift zum anderen aber auch auf die niederländische Malerei des 15. Jahrhunderts zurück. Dieses Bildnis stieß auf äußerst positive Resonanz. Charles Baudelaire nannte es anziehend, andere erkannten in ihm Bertin als bürgerlichen Caesar, der als ein Charakter die gesamte Epoche charakterisierte.

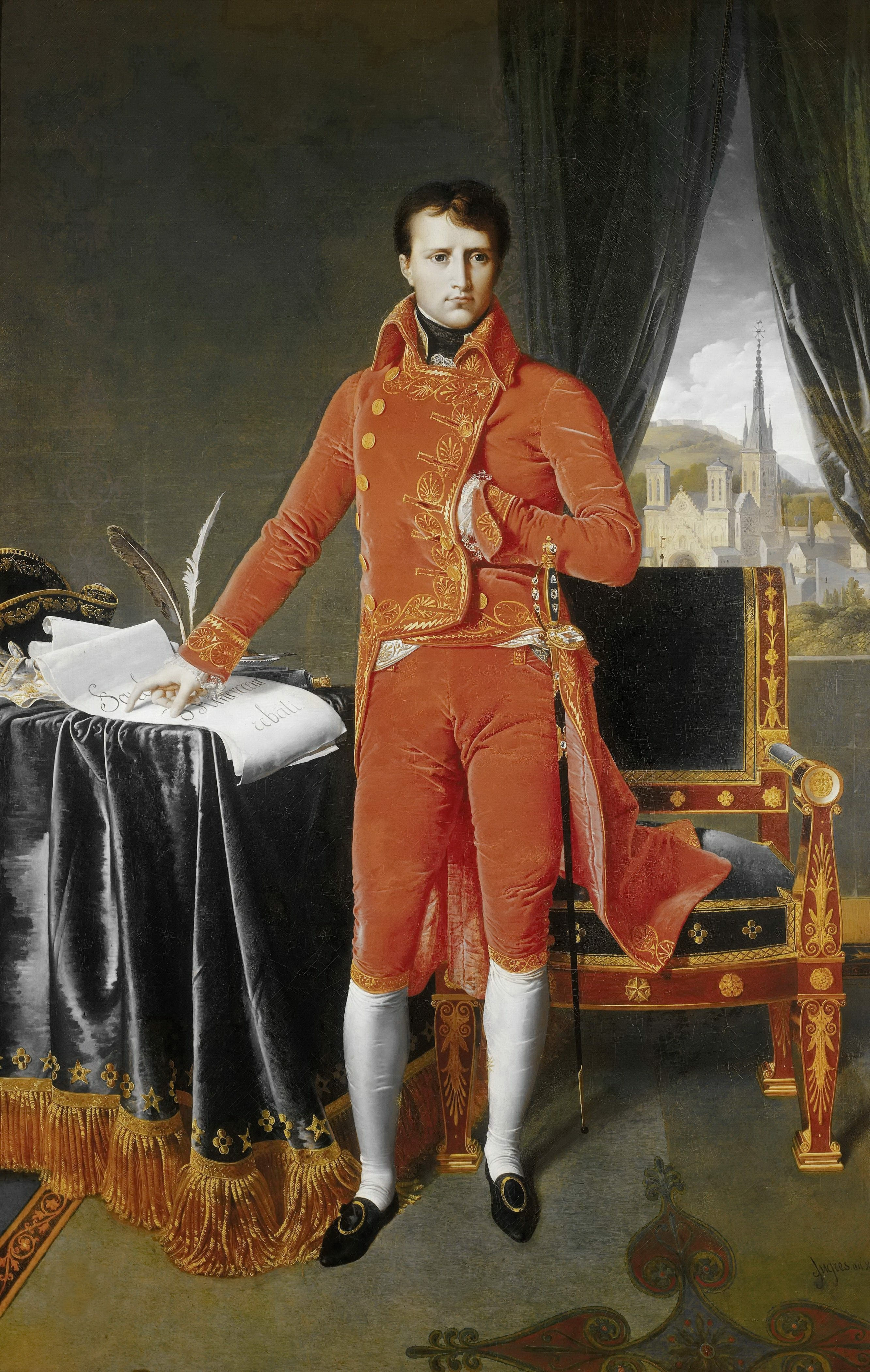
„Bonaparte, Premier Consul“ (1804, Grand Curtius, Lüttich) – im Hintergrund eine intakte Kathedrale, die aber schon weitgehend zerstört war
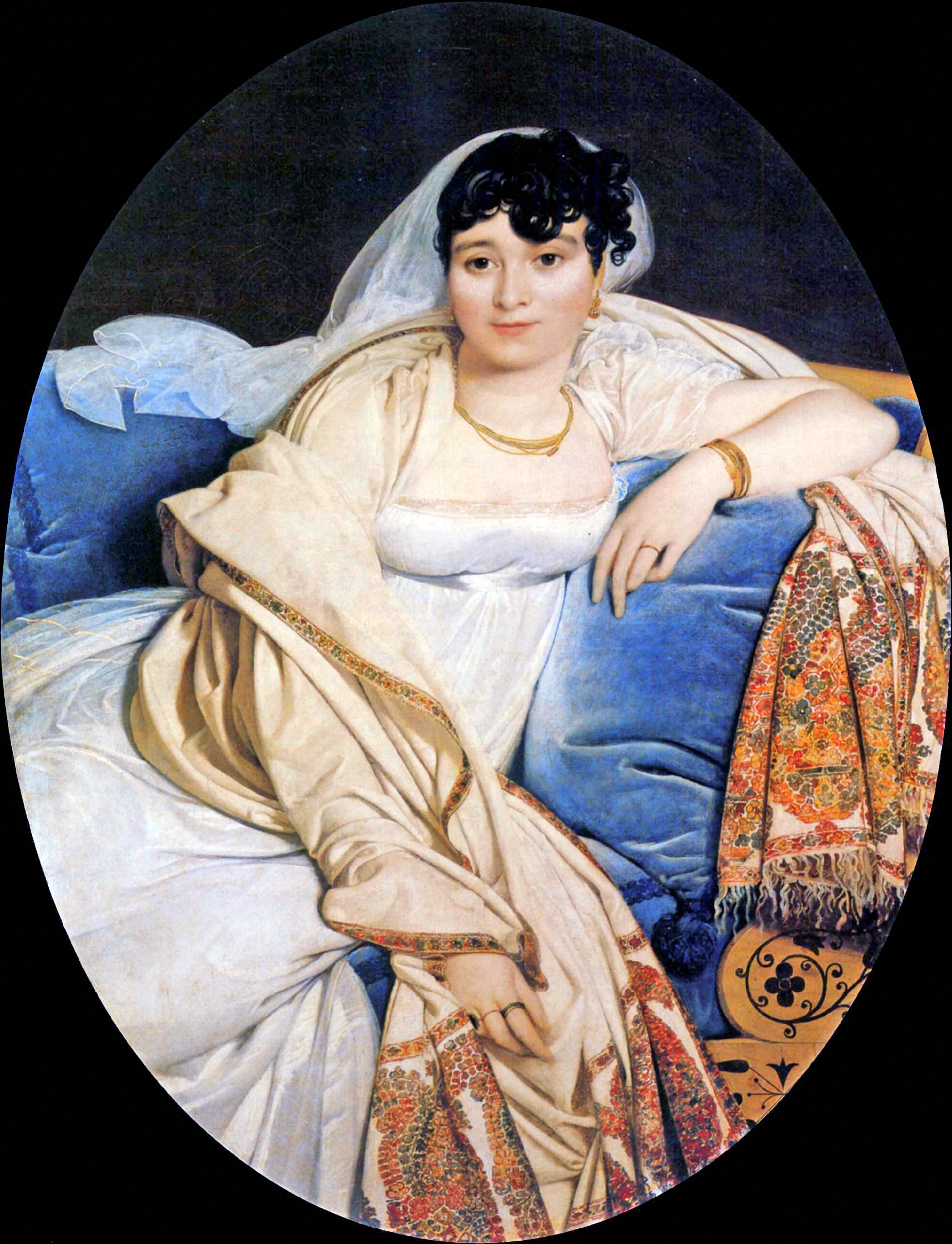
Porträt der Madame Riviere. 1806. Öl/Leinen.
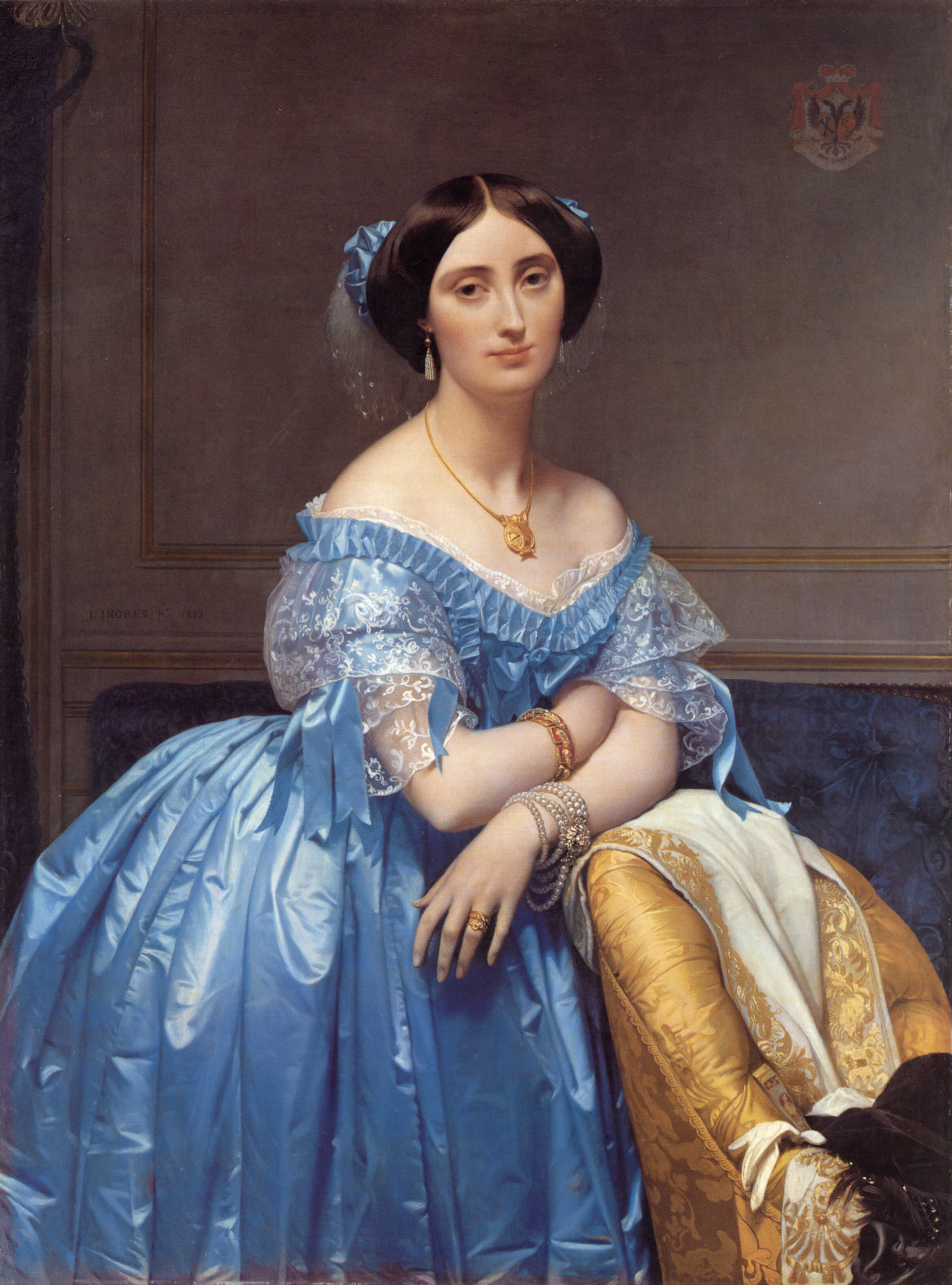
Porträt der Prinzessin Albert de Broglie. 1853. Öl/Leinen. Metropolitan Museum of Art, New York
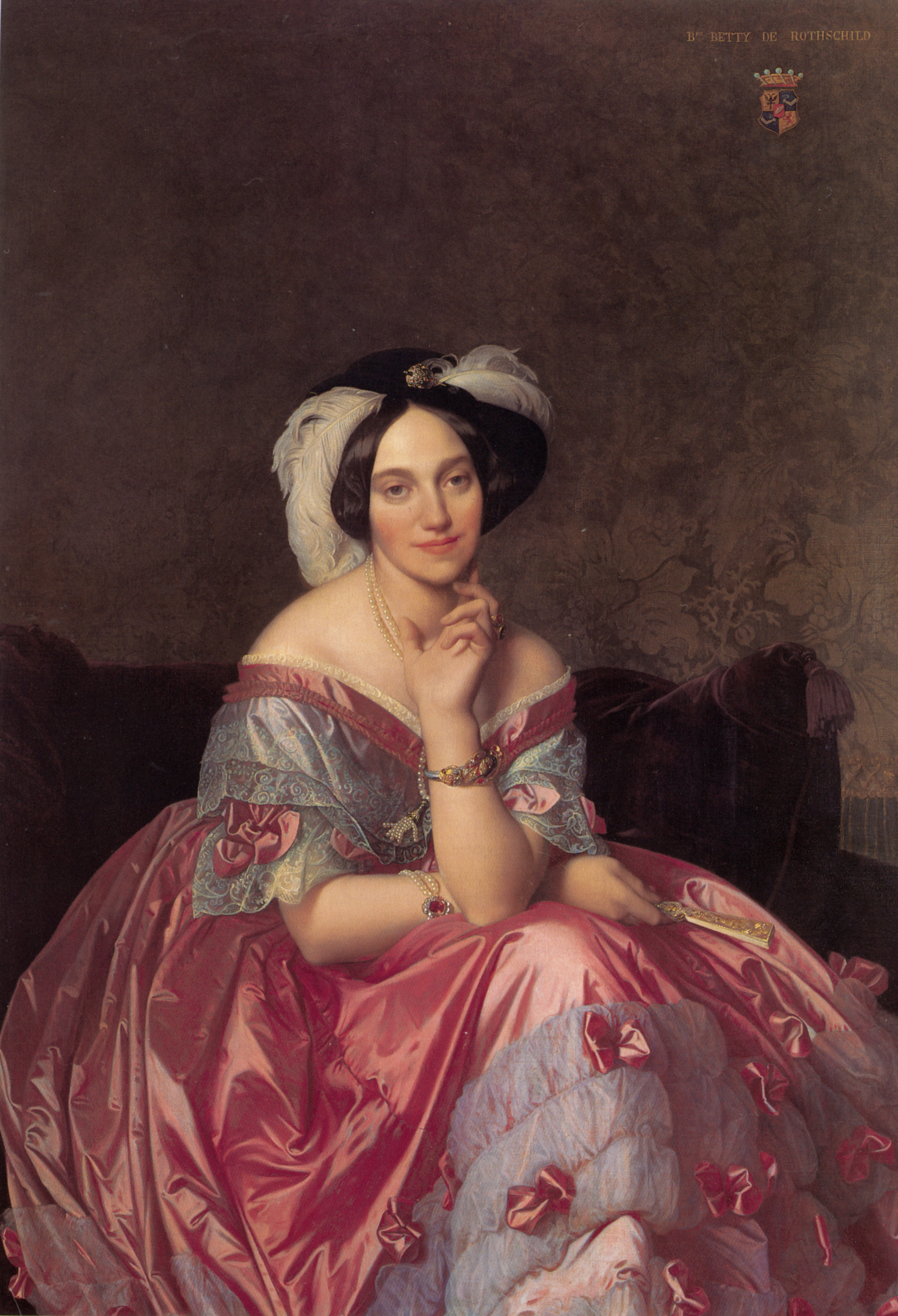
Porträt von Baroness James de Rothschild. 1848. Öl/Leinen. 142 × 101 cm. Privatsammlung
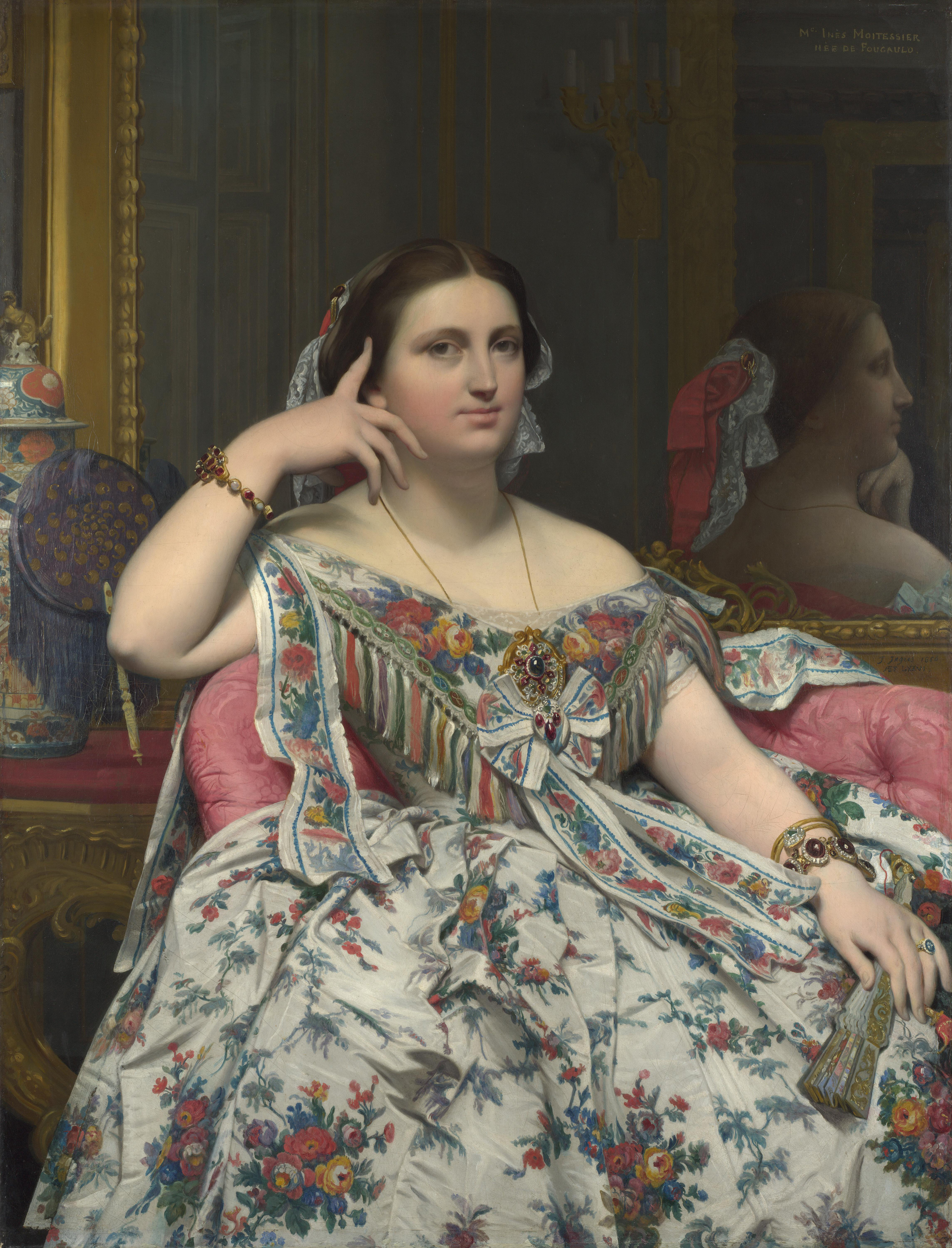
Madame Paul-Sigisbert Moitessier, geb. Marie-Clotilde-Inès de Foucauld. 1856, Öl/Leinen. 120 × 92 cm, National Gallery, London

### Akte

Das türkische Bad, 1863

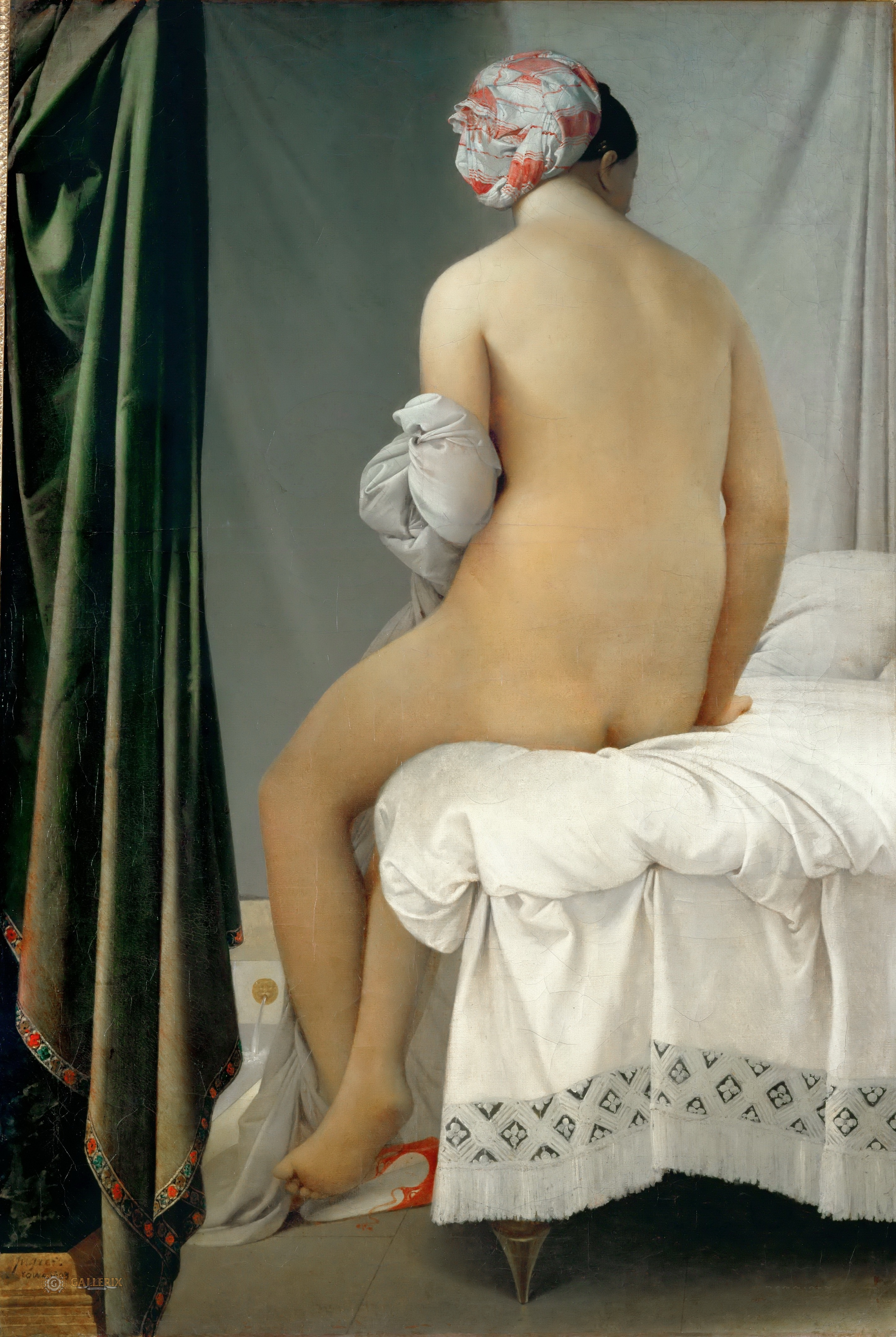
Die Badende von Valpinçon, 1808, Louvre, Paris

Ingres beschäftigte sich im Laufe seiner Karriere mehrmals mit der Darstellung von Badenden und Badeszenen. So malte Ingres 1808 Die große Badende und 1828 Die kleine Badende. Diese Thematik griff Ingres in seinem Spätwerk Das türkische Bad aus dem Jahr 1863, das zu seinen berühmtesten Werken gehört, erneut auf. Es entstand in zwei Versionen. Die erste stellte er 1859 fertig und sandte sie an Prinz Napoleon, der den Auftrag für das Bild erteilt hatte. Nach kurzer Zeit im Besitz des Prinzen sandte dieser jedoch das Bild zurück, was vermutlich auf Betreiben seiner Frau hin geschah. Danach überarbeitete Ingres das ursprünglich rechteckige Bild zu einem Tondo und änderte auch einige Details im Bild. In diesem Gemälde vereinigt der Maler zum einen Figuren aus seinen früheren Werken und stellt sie nun in einen neuen inhaltlichen Zusammenhang, zum anderen greift er auf Figuren aus Büchern und Stichen zurück. So findet sich im Vordergrund etwa die Rückenansicht Die große Badende, die nun musiziert und zudem durch den lebendigen, warmen Farbton ihres Körpers von den übrigen, blässeren Frauen abgesetzt ist. Bei dem Bild Das türkische Bad handelt es sich um eine vielfigurige Komposition, die statisch wirkt und keine Handlung darstellt. Die einzelnen Figuren und Figurengruppen weisen keinen Zusammenhang untereinander auf, sondern existieren nebeneinanderher.

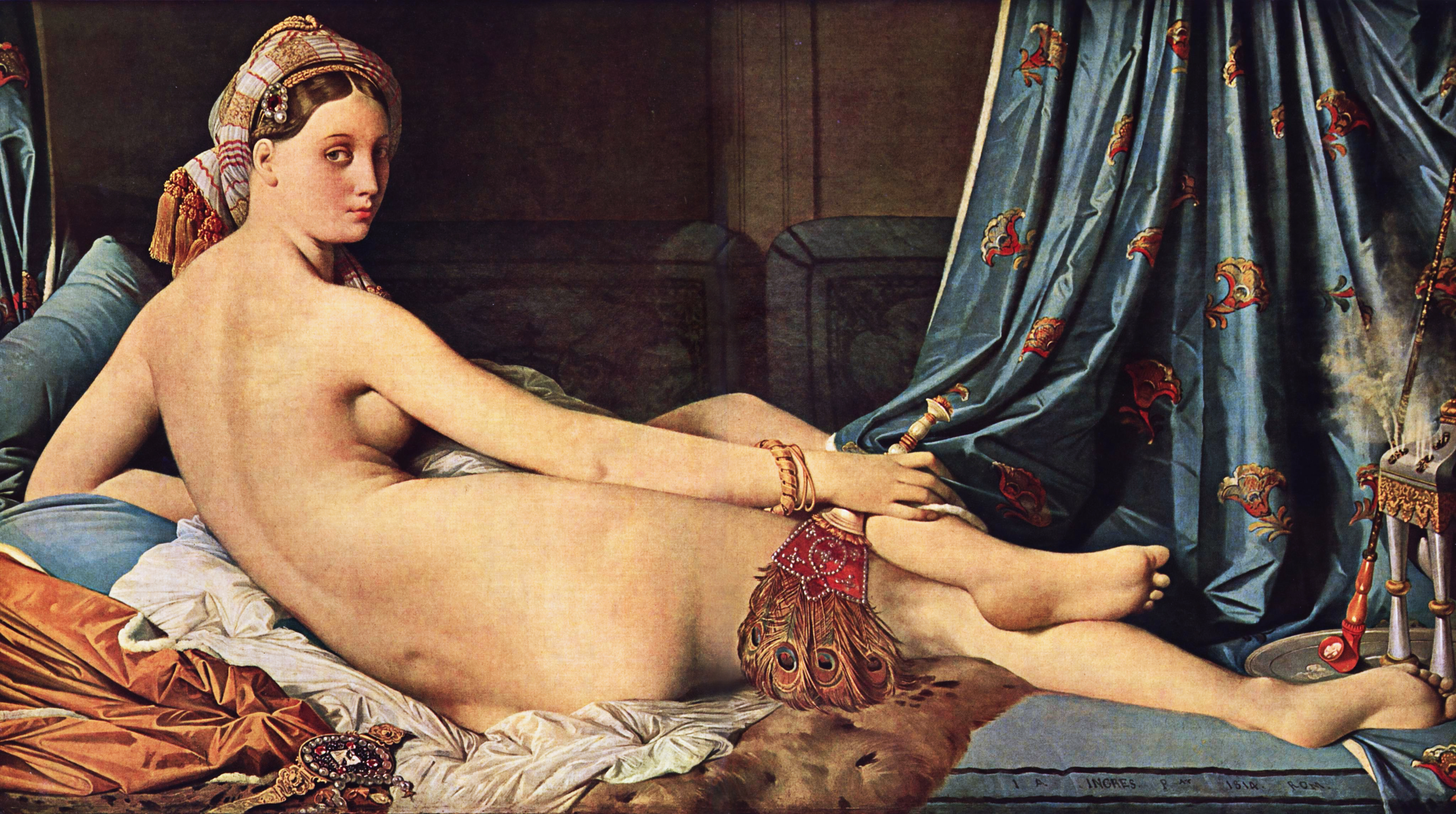
Die große Odaliske. 1814. 91 × 162 cm. Louvre, Paris
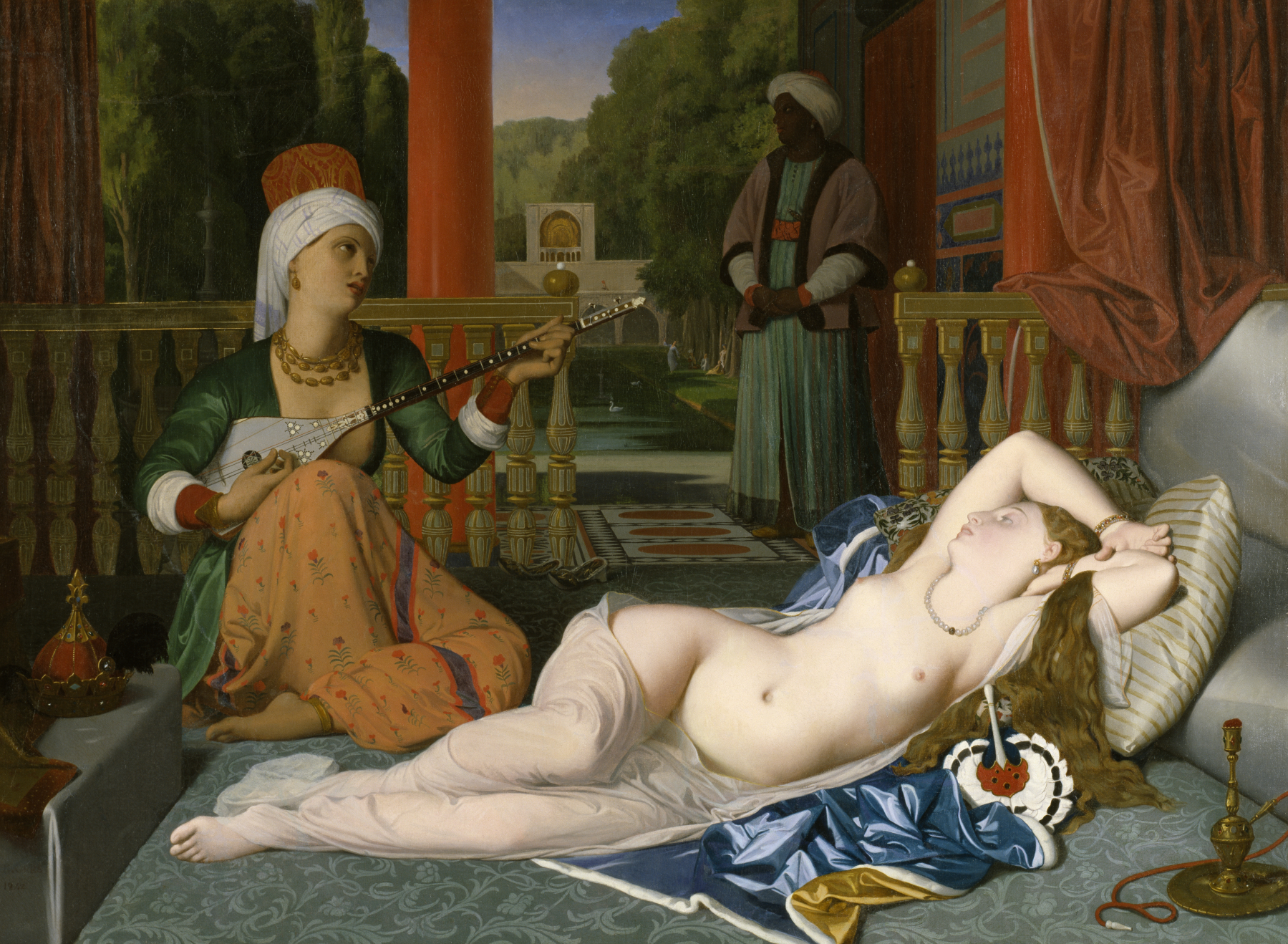
Odaliske und Sklavin. 1842. Öl/Leinen. Walters Art Museum, Baltimore
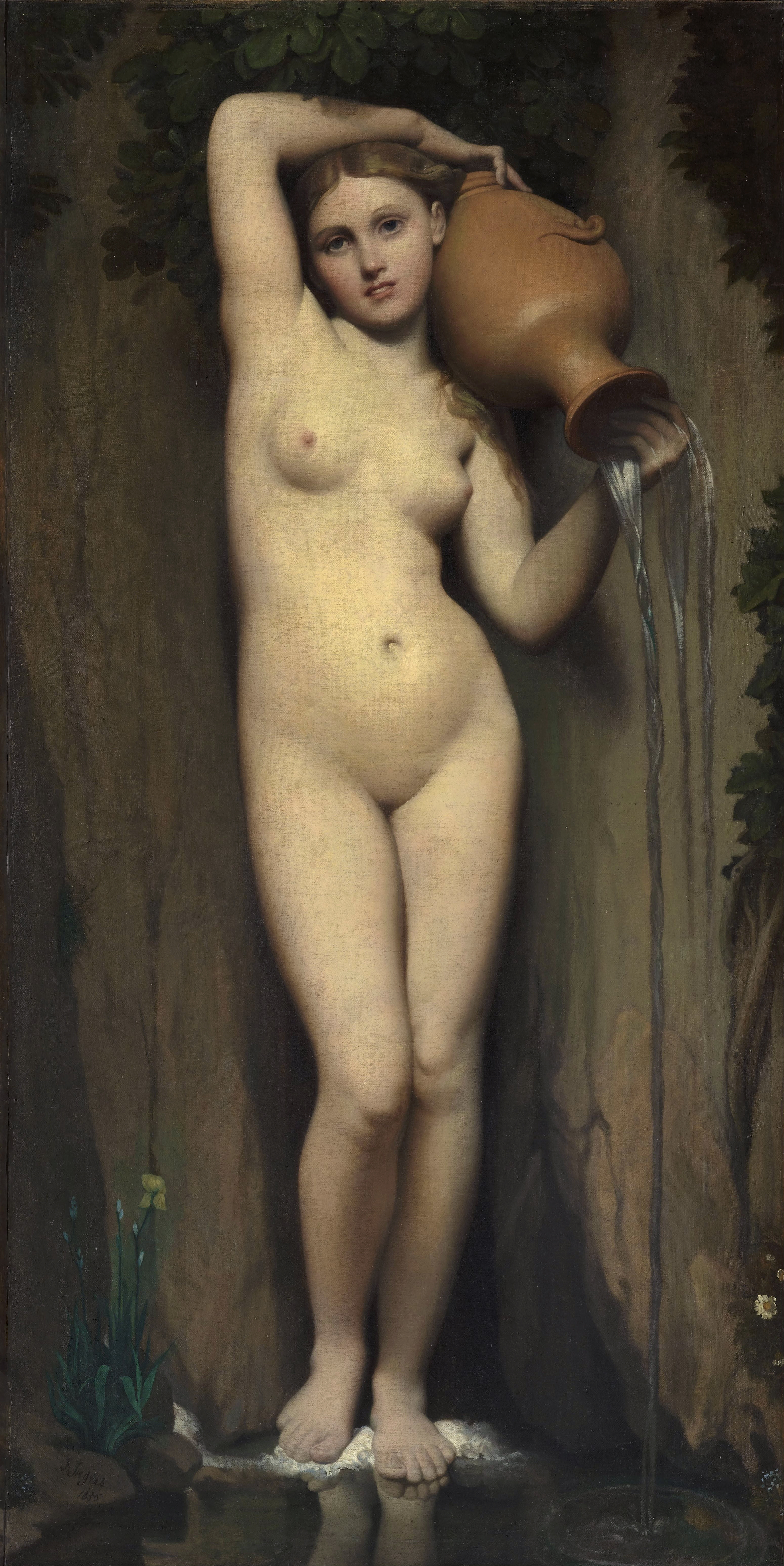
Die Quelle. 1856. Öl/Leinen. 163 × 80 cm. Musée d’Orsay, Paris

### Zeichnungen

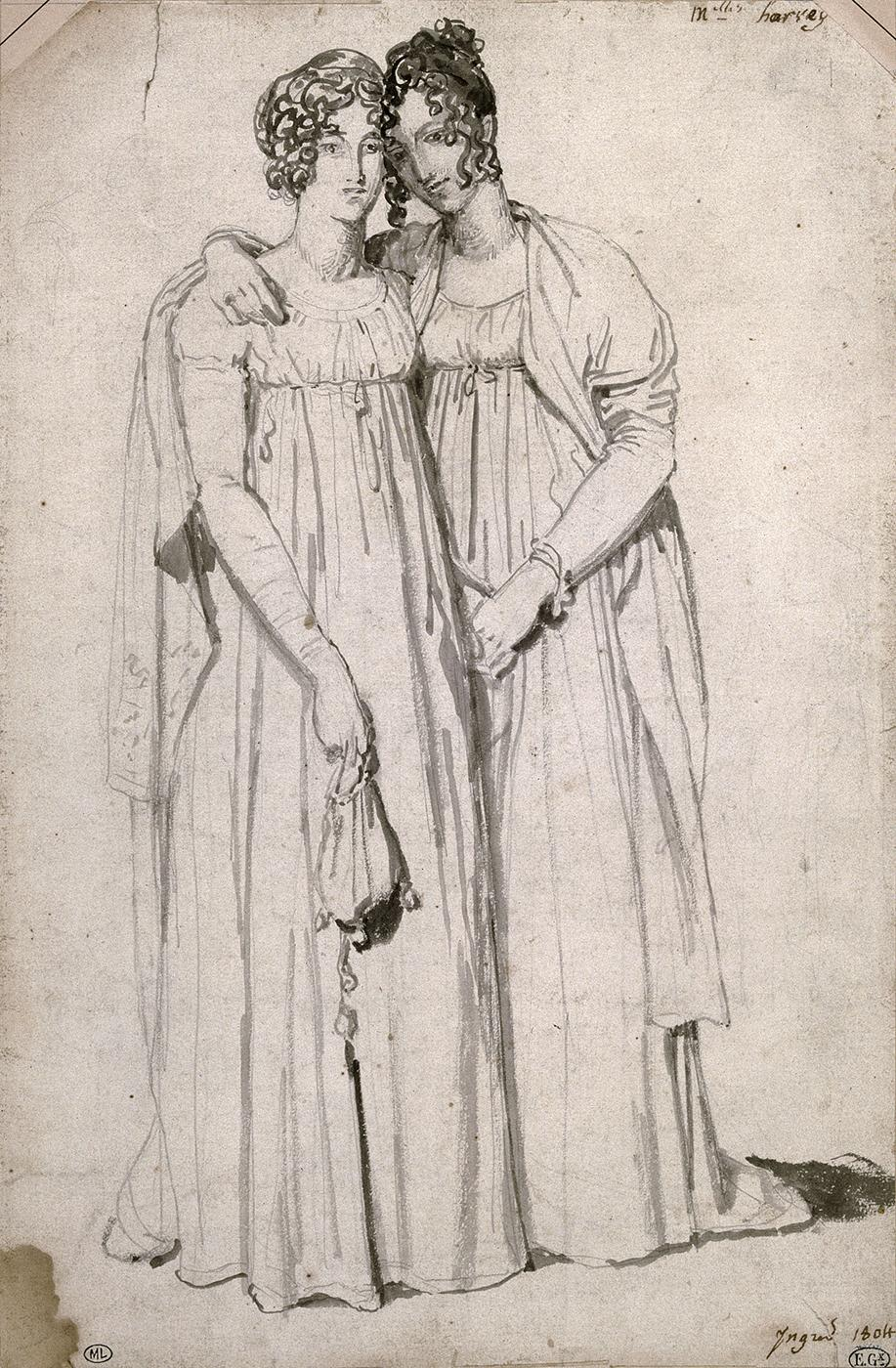
Die Schwestern Harvey. 1804.
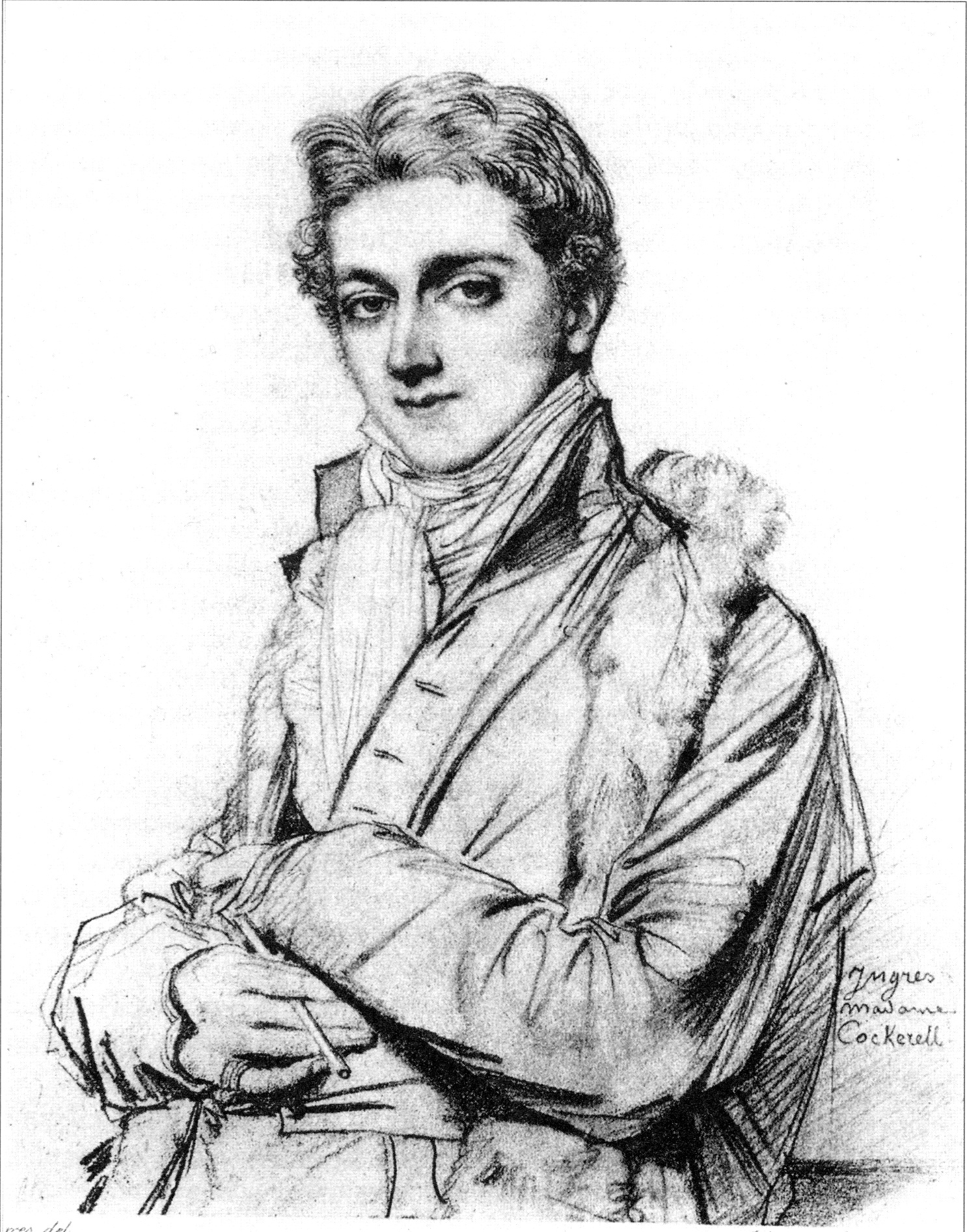
Charles Robert Cockerell. c. 1813.
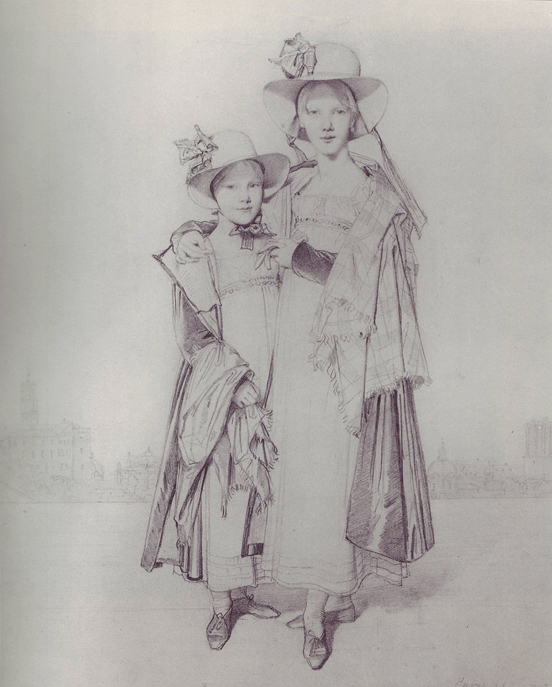
Die Schwestern Montagu. 1815.
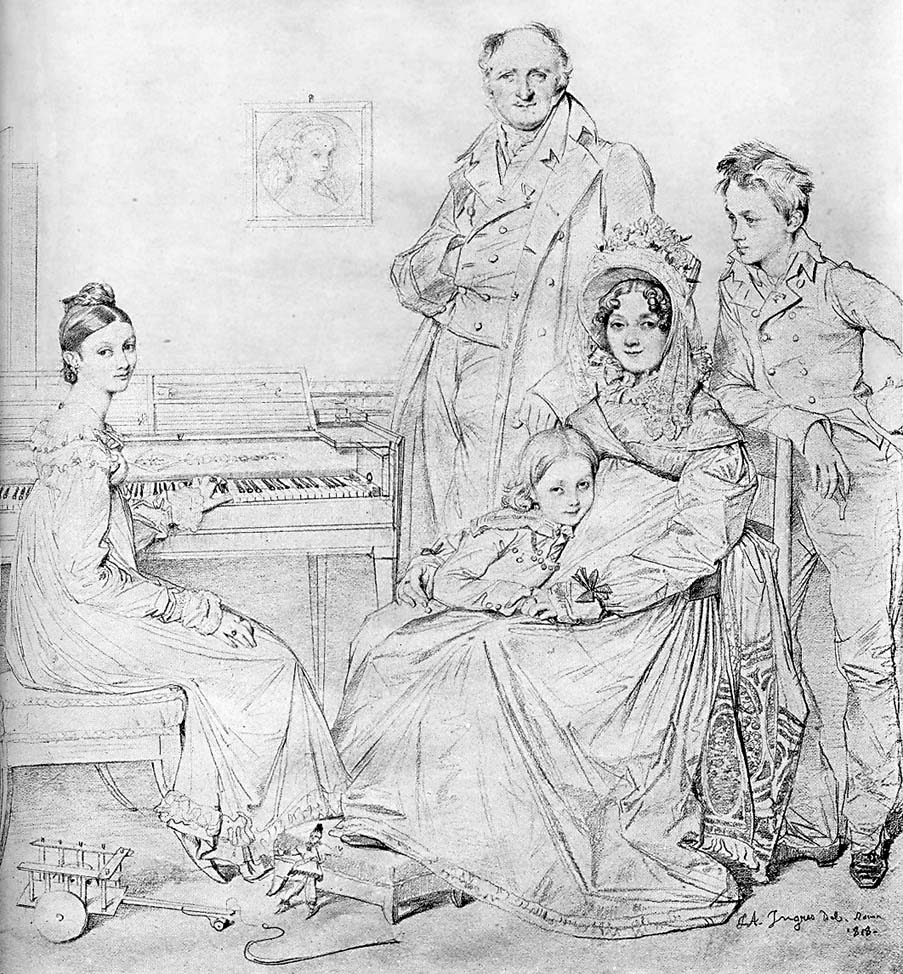
Die Familie Stamaty. 1818.
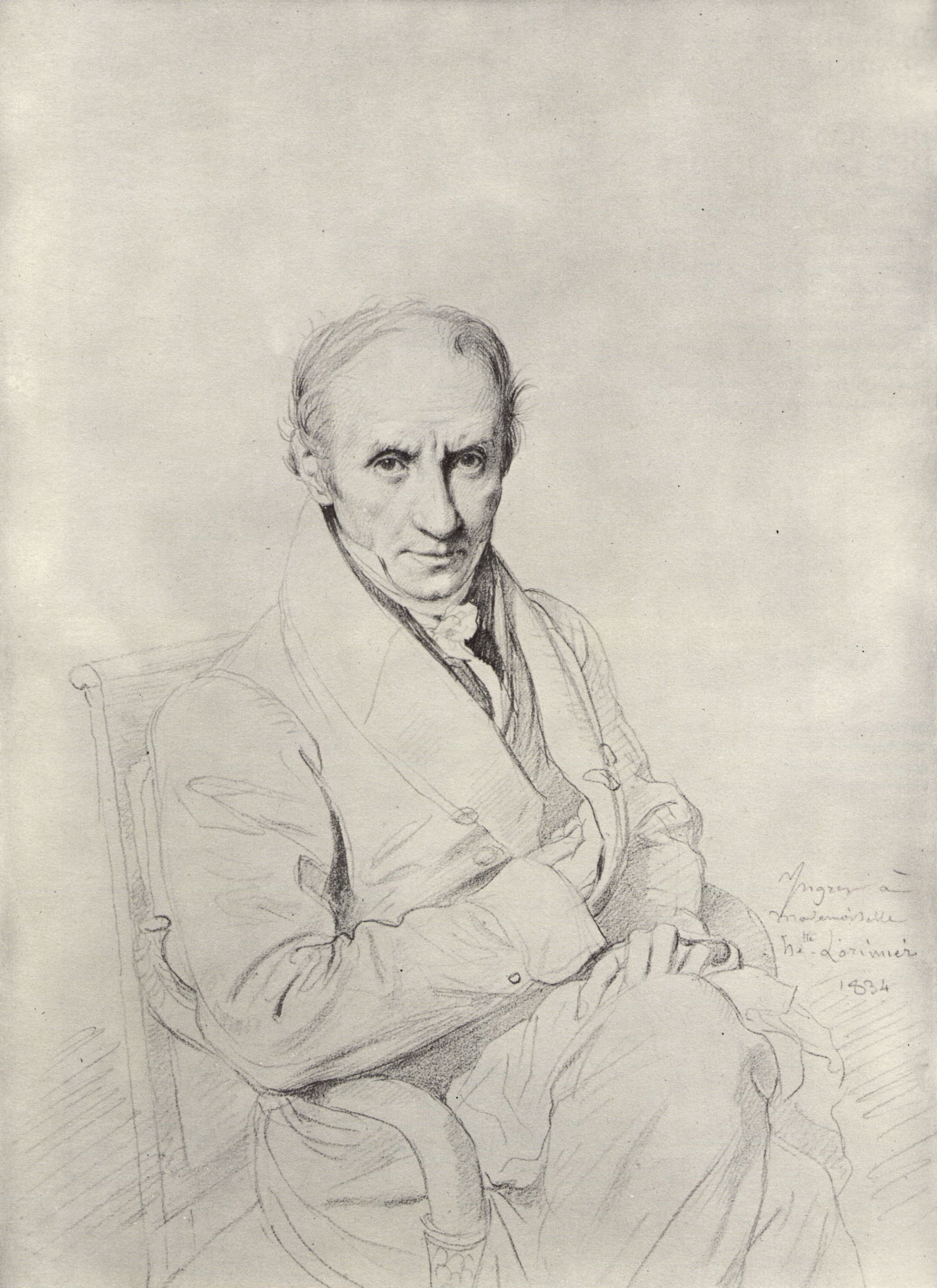
François Pouqueville. 1834.
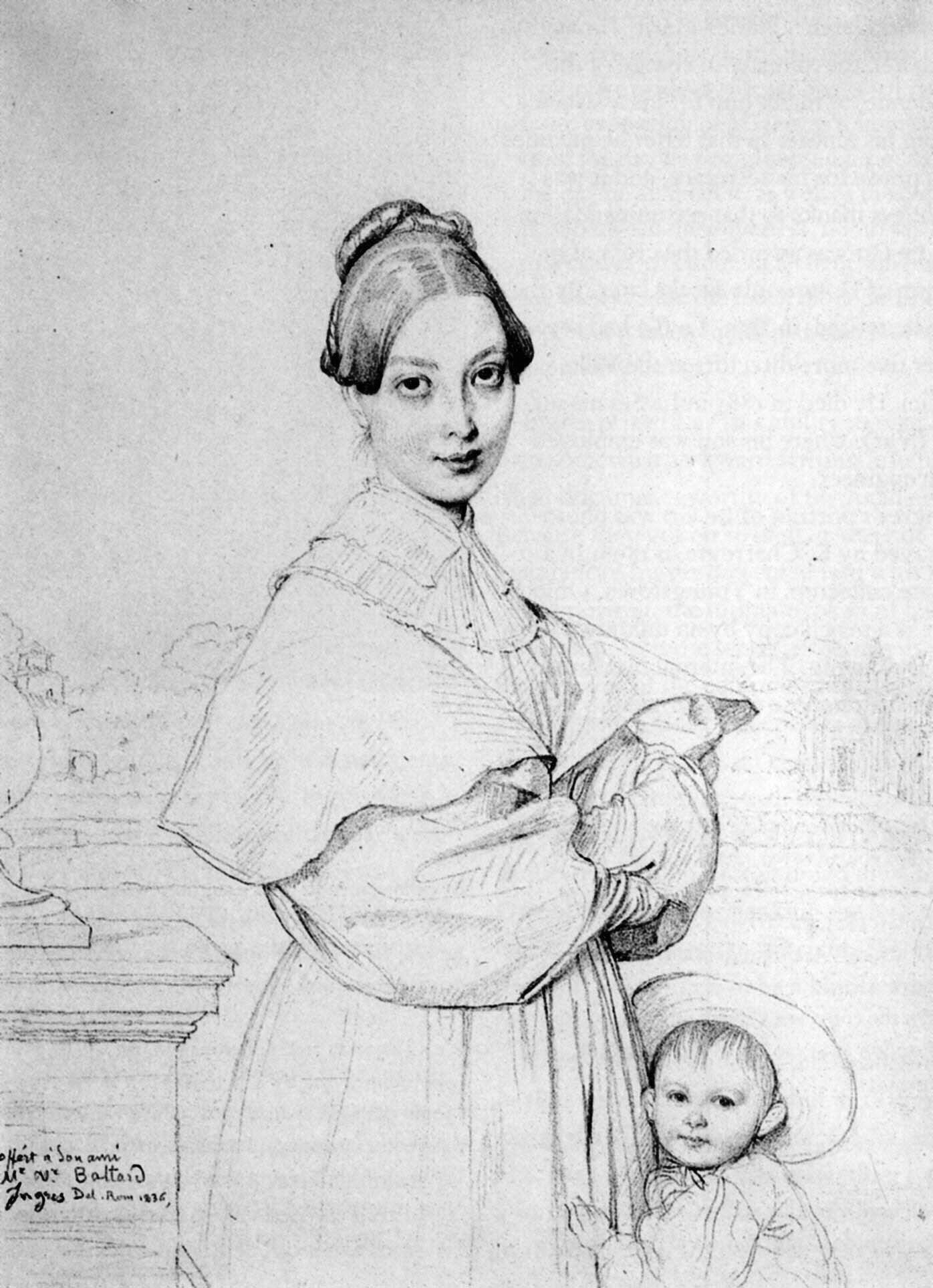
Die Frau von Victor Baltard (geb. Adeline Lequeu) und ihre Tochter Paule. Geschenk von Ingres mit Widmung, Rom 1836.
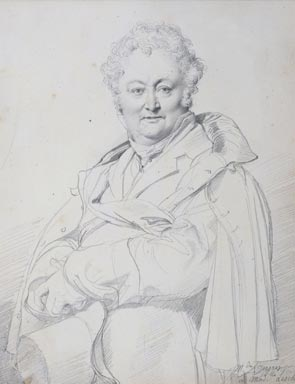
Porträt von Guillaume Guillon-Lethière.

## Schüler
- Eugène Emmanuel Amaury-Duval
- Marie Bracquemond
- Auguste Charpentier
- Théodore Chassériau
- Hippolyte Flandrin
- Henri Lehmann
- Victor Mottez
- Charles Louis Lucien Muller
- Charles Negre
- James Pradier
- Firmin Salabert

## Werke (Auswahl)
- Aix-en-Provence, Musée Granet

Jupiter und Thetis (1811)
- Autun, Kathedrale

Martyrium des Hl. Symphorian (1834)
- Baltimore, Walters Art Museum

Odaliske mit Sklavin (1842)
- Lüttich, Musée des Beaux-Arts

Bonaparte als Erster Konsul (1804)
- Montauban, Kathedrale

Schwur Ludwigs XIII. (1824)
- Montauban, Musée Ingres

Der Traum des Ossian (1813)
- Nantes, Musée des Beaux-Artes

Madame de Senonnes (1814–1816)
- Paris, Musée National du Louvre

Die Valpincon-Badende (1808)
Ödipus und die Sphinx (1808/25)
Die große Odaliske (1814)
Monsieur Bertin (1832)
Das türkische Bad (1863)
- Paris, Musée d’Orsay

Die Quelle (1820/1856)
Christus übergibt Petrus die Schlüssel des Paradieses

## Violon d’Ingres
Im Französischen gibt es den Ausdruck violon d’Ingres mit der Bedeutung „Steckenpferd“, „Hobby“. Er bezieht sich auf Ingres’ Hobby, Geige zu spielen, was dieser perfekt beherrschte und bei verschiedenen privaten Empfängen seinen Gästen auch exzessiv zumutete. Wenn also jemand sein Hobby sehr gut kann, dann spielt er Geige wie Ingres.
Eine surrealistische Darstellung mit diesem Titel schuf 1924 Man Ray, der ein Foto nach dem Rückenakt von 1808 schuf und es mit den Schalllöchern eines Streichinstrumentes versah, als Persiflage auf das Wortspiel des Sprichworts und gleichzeitig auf das Hobby von Ingres.

## Eponyme
2007 wurde der am 24. September 1960 entdeckte Asteroid (12611) Ingres nach ihm benannt.